# Верхняя Вызница
Ве́рхняя Вы́зница, (укр. Верхня Визниця) — село в Кольчинской поселковой общине Мукачевского района Закарпатской области Украины. Село расположено в долине хребта Маковица, на реке Вызница. Код КОАТУУ — 2122781401.

## История
Село расположено в долине хребта Маковица, на реке Вызница. Первое упоминание относится к 1480 году. Магдебургское право предоставлено в 1700 году. Село — с 1946 года.